# 第1回世界卓球選手権
第1回世界卓球選手権はイギリスのロンドンで1926年12月6日から12月13日にかけて開催された。

## 概要
1926年に開催された最初の世界卓球選手権である。この大会は元々 “ヨーロッパ選手権”として開催されたものであった。しかし、当時イギリス領であったインドの選手たちがイングランド代表ではなくインド代表として出場することを希望し、12月7日に国際卓球連盟がこれを認めた。それに伴い、12月12日の会議において大会名称を“世界選手権”へと変更することが決定された。
開催種目は男子シングルス、女子シングルス、男子ダブルス、混合ダブルス、男子団体の5種目。
男子シングルスは64人、女子シングルスは16人によるトーナメントが行われた。女子は16人中12人がイングランドの選手であった。男子ダブルスは27組、混合ダブルスは14組によるトーナメント、男子団体は7カ国による総当たり戦が行われた。女子ダブルス及び女子団体は行われていない。

## 競技結果
| 種目           | 金                                            | 銀                                       | 銅                                 |
| -------------- | --------------------------------------------- | ---------------------------------------- | ---------------------------------- |
| 男子シングルス | ローランド・ヤコビ                            | ゾルタン・メクロビッツ                   | Munio Pillinger                    |
| 男子シングルス | ローランド・ヤコビ                            | ゾルタン・メクロビッツ                   | S.R.G. Suppiah                     |
| 女子シングルス | メドニヤンスキ・マリア                        | Doris Gubbins                            | Anastasia Flussmann                |
| 女子シングルス | メドニヤンスキ・マリア                        | Doris Gubbins                            | Winiford Land                      |
| 男子ダブルス   | ローランド・ヤコビ Daniel Pecsi               | ゾルタン・メクロビッツ Béla von Kehrling | Paul Flussmann Munio Pillinger     |
| 男子ダブルス   | ローランド・ヤコビ Daniel Pecsi               | ゾルタン・メクロビッツ Béla von Kehrling | Cyril Mossford Hedley Penny        |
| 混合ダブルス   | ゾルタン・メクロビッツ メドニヤンスキ・マリア | ローランド・ヤコビ G. Gleeson            | Eduard Freudenheim Gertrude Wildam |
| 混合ダブルス   | ゾルタン・メクロビッツ メドニヤンスキ・マリア | ローランド・ヤコビ G. Gleeson            | H.A. Bennett Winifred Land         |
| 男子団体       | ハンガリー王国                                | オーストリア                             | イングランド                       |
| 男子団体       | ハンガリー王国                                | オーストリア                             | イギリス領インド帝国               |